# Twierdza Marienberg
Twierdza Marienberg (niem. Festung Marienberg) – twierdza w Würzburgu w Dolnej Frankonii.

## Położenie
Twierdza została osadzona na szczycie góry, na lewym brzegu rzeki Men, około 100 metrów nad jej poziomem. Zachodnia część wzgórza jest jedyną płaską powierzchnią szczytu. Na północnej stronie zbocza znajduje się ogród, oraz mały ogród, który został stworzony w 1990 roku w ramach rządowego programu tworzenia ogrodów na wystawy LAGA. Na dwóch pozostałych zboczach (wschodnim i południowym) znajdują się plantacje winogron. Wschodnie zbocze nosi nazwę zbocza zamkowego (Schlossberg), południowe natomiast wewnętrznej listwy (Innere Leiste).

## Historia
Prawdopodobnie już na przełomie epoki brązu i żelaza na wzgórzu znajdowała się pierwsza umocniona osada. Wraz z migracją ludów około szóstego stulecia na tereny te przybyli Frankowie. Na początku VIII wieku, na wzgórzu, wybudowany został kościół Najświętszej Marii Panny. Powołane zostało również biskupstwo Würzburga. Kościół ten jest najstarszą budowlą sakralną w Niemczech. Z początku tutejsi biskupi chowani byli na wzgórzu pod znajdującymi się tam płytami nagrobnymi. Poniżej wschodniego zbocza góry, od strony miasta, znajduje się kościół św. Burcharda. Jest to najstarszy kościół w Würzburgu, nazwany od imienia pierwszego biskupa.
Około 1200 roku wzgórze zostaje umocnione. Powstają mury obronne, wieża obserwacyjna, ośmiokątna studnia, pałac biskupa Konrada von Querfurt. W latach 1253–1719 twierdza Marienberg staje się rezydencją książąt biskupów z Würzburga.

## Oblężenie podczas powstania chłopskiego
W roku 1525 podczas powstania chłopskiego twierdza Marienberg została oblężona. Ówcześnie panujący książę biskup Konrad II von Thüngen, który został pośpiesznie wyświęcony na stanowisko 6 maja 1525 roku, podjął obronę twierdzy. Dla sprzymierzeńców biskupa była ona miejscem, w którym mogli się bezpiecznie ukryć. W tym czasie powstańcy zdołali już splądrować Stammburg w Thüngen. Oblężenie miasta Würzburga rozpoczęło się 8 lub 9 maja 1525 roku. W oblężeniu brało udział według współczesnych źródeł 15 000 oblegających, ówczesny pisarz miejski Martin Cronthal szacował natomiast ich liczebność na 38 000. Do dowódców oblężenia należeli Florian Geyer i Gotz von Berlichingen. Miasta bronili głównie jego mieszkańcy oraz pracownicy plantacji win. Oblężenie trwało aż do momentu gdy oddziały Związku Szwabskiego i wojska biskupie wracające z wygnania pokonały źle zorganizowane oddziały chłopskie. Powstańcy ponieśli pod bramami miasta ciężką porażkę.
Obroną twierdzy podczas oblężenia dowodził proboszcz katedry würzburskiej Friedrich von Brandenberg (1497–1536). Twierdzy broniło 18 oddziałów na różnych odcinkach obrony, cały czas utrzymując dodatkowe oddziały w odwodzie. Obrońcy zawdzięczali to w porę sprowadzonym posiłkom ściągniętym z Werneck, Rothenfels, Homburga i Karlburga. Podczas oblężenia w twierdzy znajdowało się 400 osób, z czego 240 było odpowiedzialnych za obsługę broni. Do znanych osób biorących udział w obronie należeli: Graf Wolf von Castell, kanonik Hans von Lichtenstein, kanonik Meichior Zobei von Giebelstadt, Hans von Grumbach, Otto Gross, Sigmund Fuchs, Hainz von Stein, Wolf von Fulbach, Matern von Vestenberg, Werner von Stetten, Sebastian Geyer, Lorenz von Hutten, Wendel von Lichtenstein, Andreas Stein von Altenstein, Georg Wemckdinger, Barthel Truchsess, Gotz von Thungen i Philipp Bernheimer. Do rady wojennej należeli: mistrz zamkowy Sebastian von Rotenhan, Philipp von Herbilstadt, Eustachius und Bernhard von Thungen, Carl Zollner, Frierich von Schwarzenberg, Hans von Bibra i Silvester von Schaumberg. Obecni byli również Dechant Johann von Guttenberg, Konrad von Bibra i inni würzburscy kanonicy.
Dla upamiętnienia poległych w oblężeniu został wybudowany na zboczu twierdzy mały pomnik.
W oblężeniu twierdzy po stronie powstańców brał udział Tilman Riemenschneider, członek Rady Miejskiej Würzburga. Po upadku oblężenia został pojmany i uwięziony w twierdzy na sześć tygodni.
W obecnym czasie gospoda Hof zum Stachel przy Gressengasse była miejscem spotkań oraz gorących protestów obywateli i chłopów.

## Twierdza w czasie powstania chłopskiego
Określenie „twierdza” do ówcześnie bronionego terenu o wymiarach 45 × 100 metrów jest błędem. W tym czasie był to skoncentrowany system fortyfikacji, położony blisko zbocza góry, do którego dostęp był tylko z zachodniej strony. W środku zamku stała do dziś obecna wieża obronna wysokości 40 metrów. Całość była otoczona okrągłym murem obronnym. Od zachodniej strony dostępu do zamku broniły: zespół dołów oraz do dziś obecna brama Scherenberg, nosząca nazwę od nazwiska jednego z budowniczych zamku Rudolfa II von Scherenberg. Do systemu fortyfikacji należały również najnowocześniejsze w owym czasie okrągłe wieże obronne. W odróżnieniu od czworokątnych, starszego typu, zapewniały obrońcom lepszy dostęp do martwych rogów, w których chowali się atakujący.

## Architektura
Wzgórze było zamieszkałe przez Celtów już około 1000 lat p.n.e. W VI stuleciu na górze osiedlili się Frankowie. W 706 roku na szczycie zostaje wybudowany pierwszy kościół Najświętszej Marii Panny. Okrągła budowla w stylu przedromańskim (Merowingów), była wielokrotnie przebudowywana, ale jest najstarszą budowlą w Niemczech. Kościół znajduje się na zamku wewnętrznym, wraz z ośmiokątną studnią i okrągłą wybudowaną w 1200 wieżą obserwacyjną. Za panowania biskupa Konrada I von Querfurt wzgórze zostało umocnione. Powstały zamek został otoczony murami obronnymi wraz z trzema basztami obronnymi. Na południowym wschodzie basztą słoneczną, na północnym wschodzie basztą Marii Panny, na północnym zachodzie basztą Kiliansturm. Na baszcie Madonny znajduje się ten sam obraz Marii w promienistym wieńcu jak na wieży kościoła Mariackiego, który jest widoczny z twierdzy. Po przejściu przez bramę Scherenberg wchodzi się na dziedziniec wewnętrzny zamku. Około roku 1500 zostały dobudowane schody prowadzące bezpośrednio do mieszkania Biskupa. Od roku 1572 książę biskup Juliusz Echter von Mespelbrunn rozpoczął rozbudowę i przebudowę zamku w stylu renesansowym. Dookoła zewnętrznych murów powstały dalsze umocnienia: basteje i bramy. Na południowym zboczu, pośród plantacji winogron w roku 1728 powstaje czteropiętrowa wieża strzelnica Maschikuliturm projektu Balthasara Neumanna. Bardzo rzadką perspektywę na twierdzę Marienberg pokazuje obraz Blick auf die Veste Marienberg pędzla Ericha Heckla, który wystawiany jest w Museum im Kulturspeicher.

## Twierdza współcześnie
W twierdzy Marienberg znajdują się dwa muzea – Mainfränkisches Museum oraz Fürstenbaumuseum.

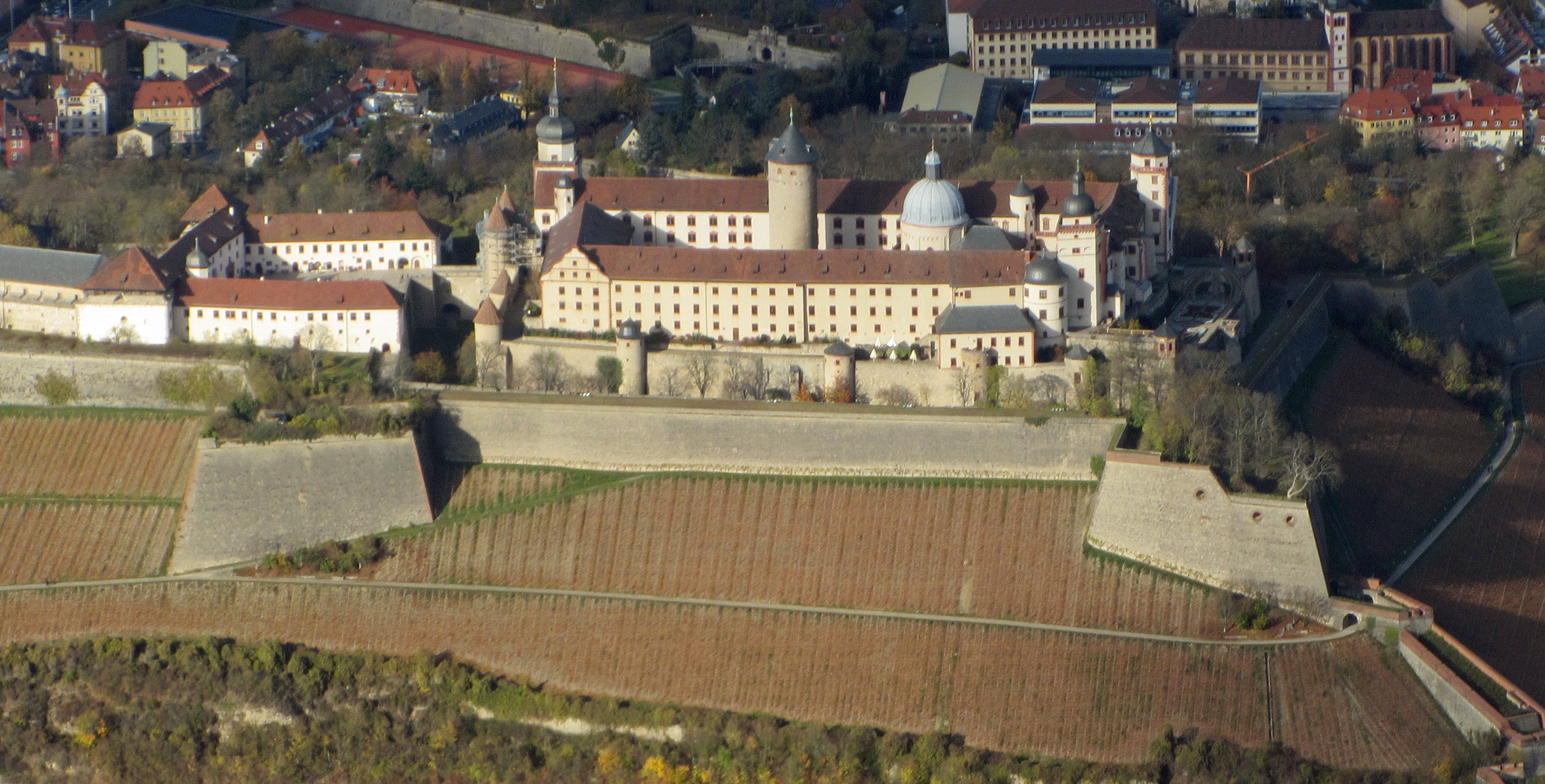
Widok na twierdzę Marienberg z góry
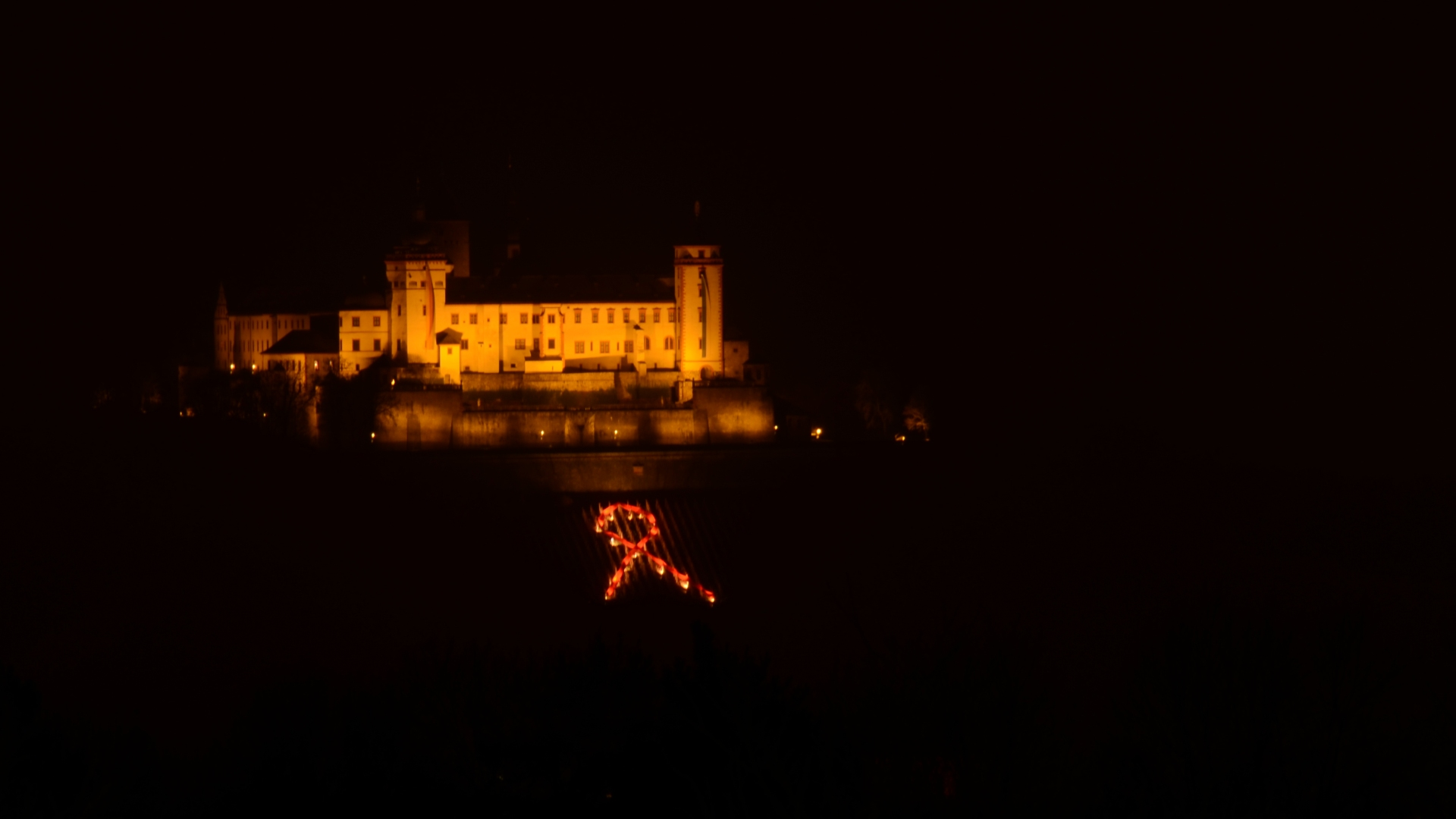
Oświetlona twierdza Marienberg ze wstążką z okazji światowych dni walki z AIDS
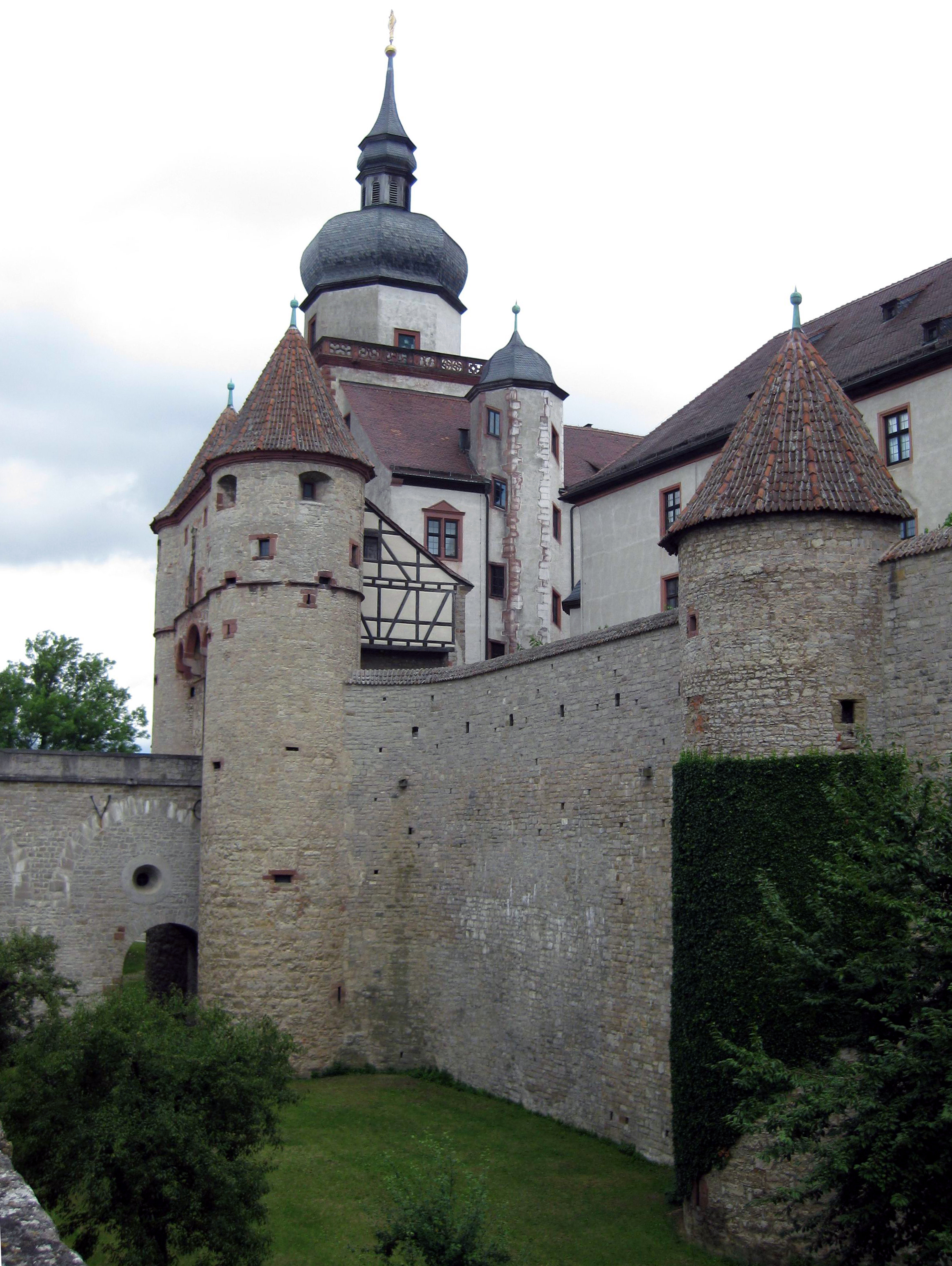
Brama Nożycowa prowadząca na dziedziniec wewnętrzny zamku
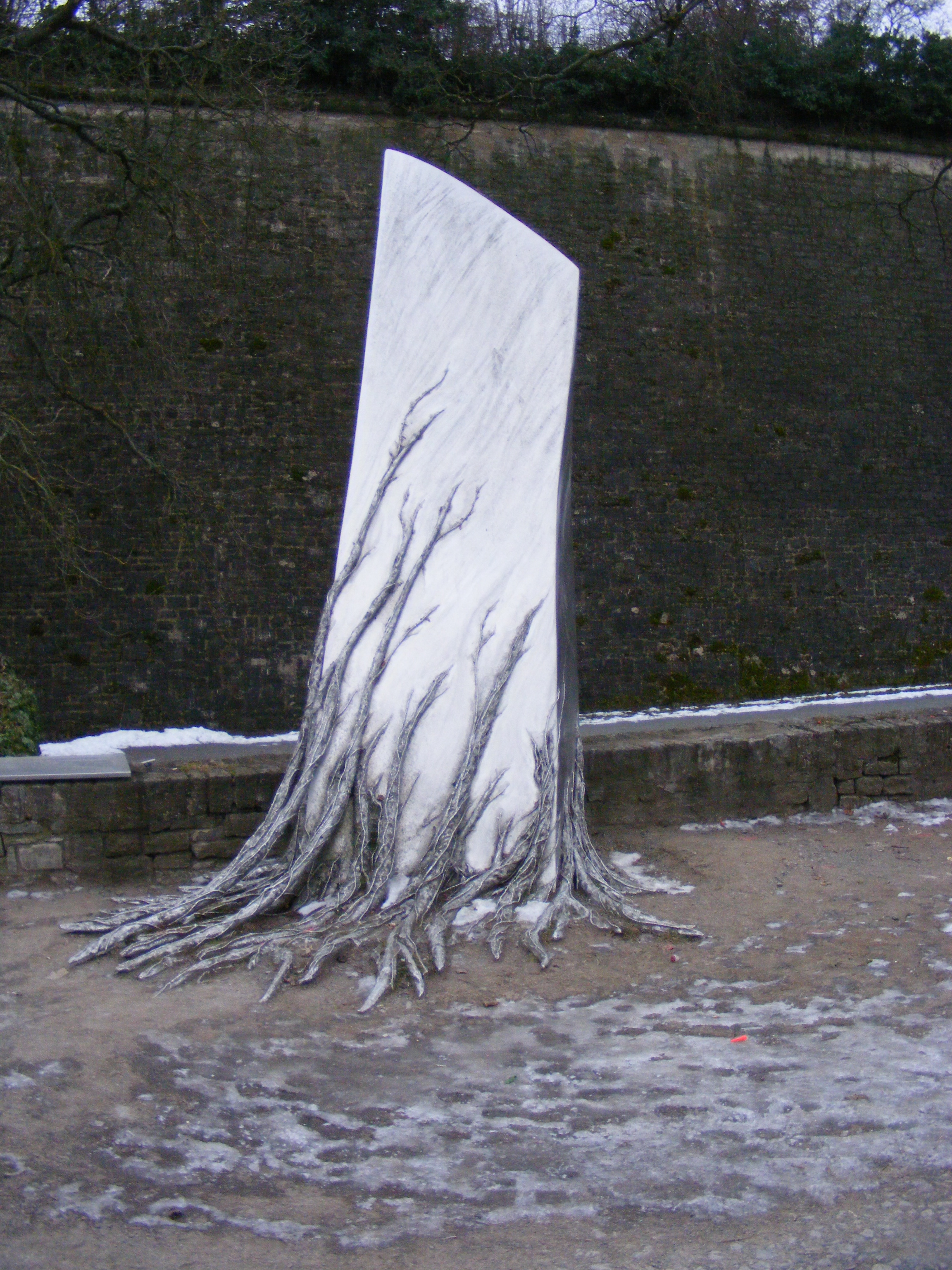
Pomnik upamiętniający stłumienie powstania chłopskiego
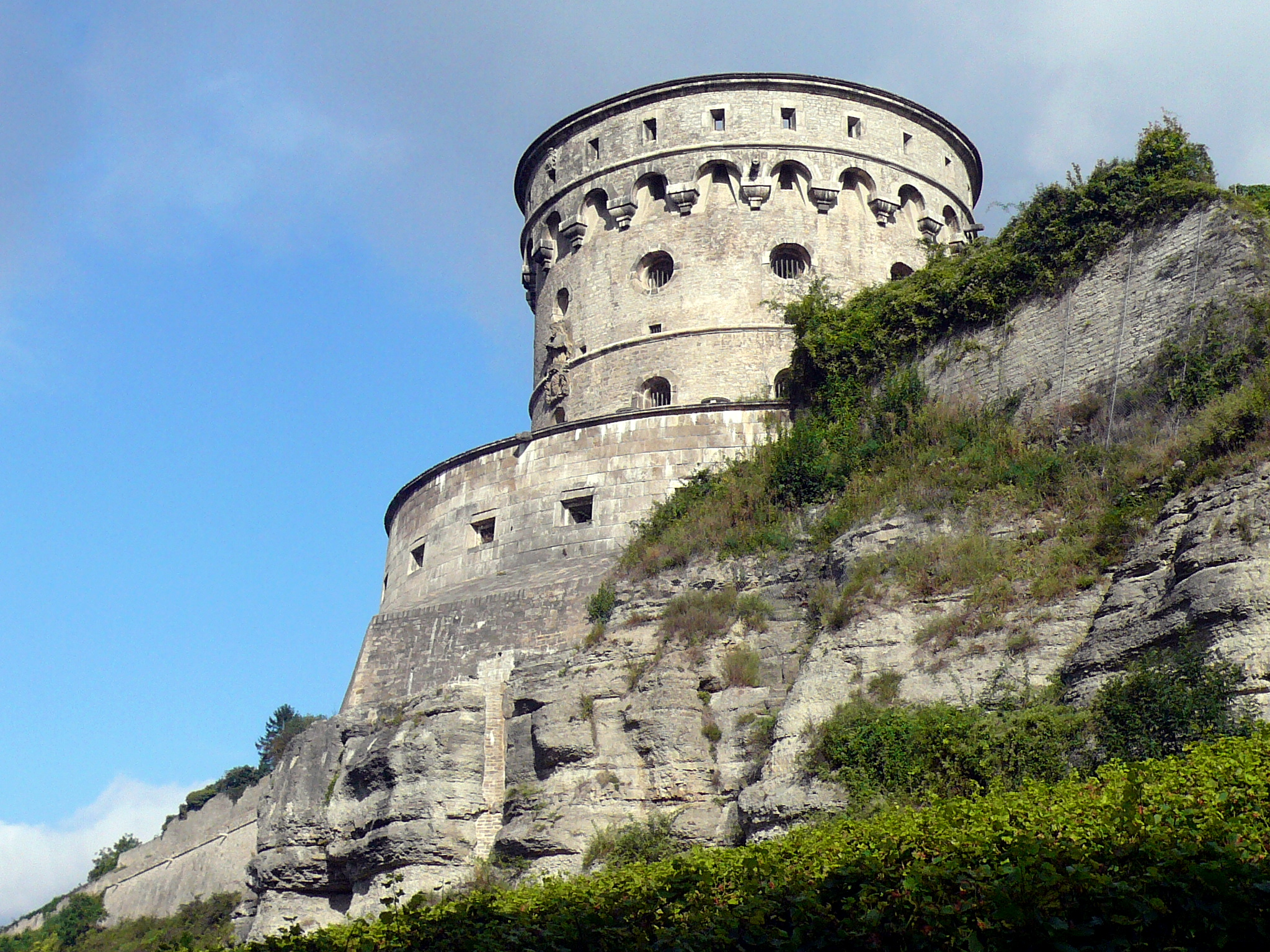
Baszta strzelnicza Maschikuliturm
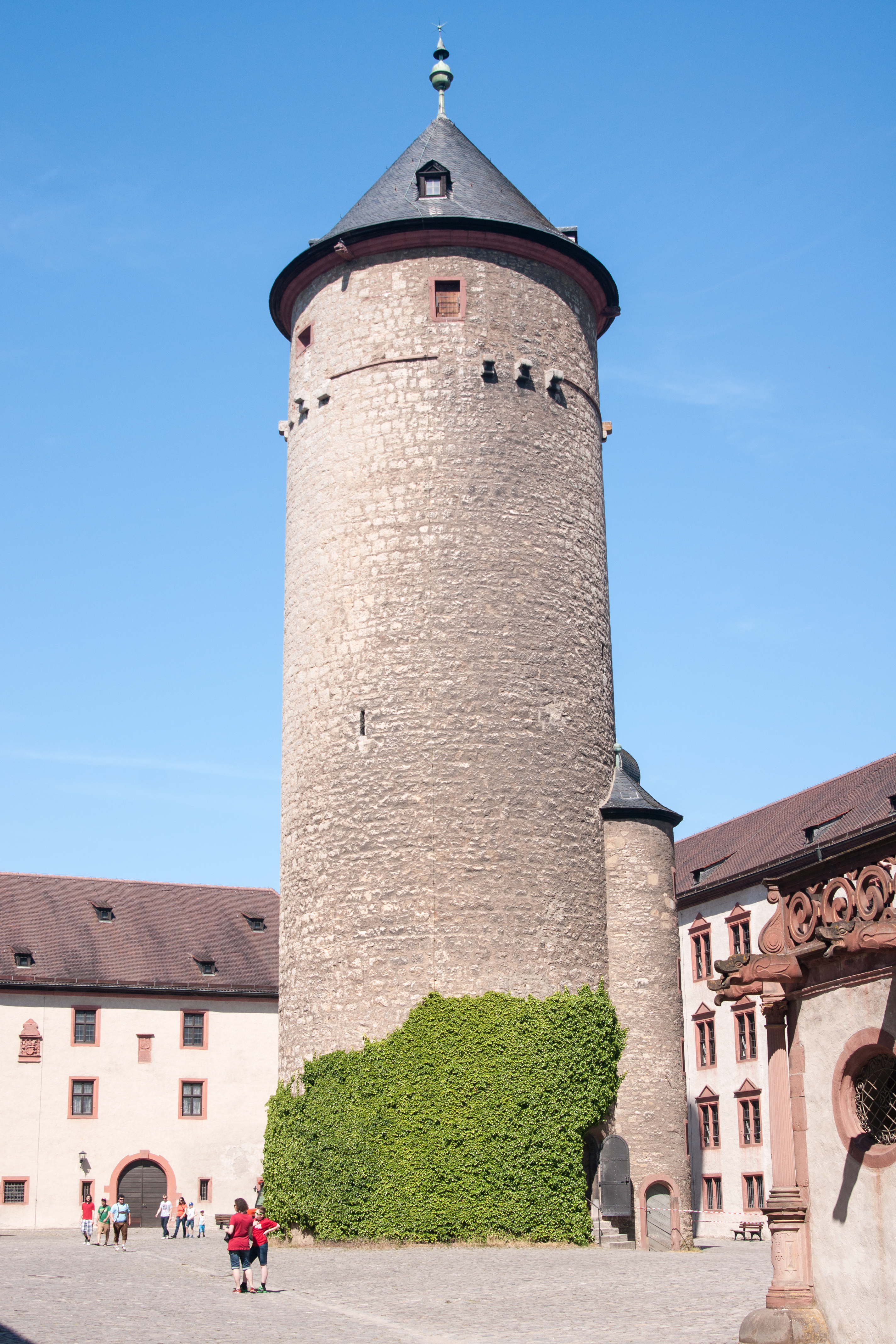
Wieża obserwacyjna na zamku wewnętrznym w twierdzy Marienberg